# Thijs Reuten
Thijs Reuten (Bussum, 1974) is een Nederlands politicus namens de PvdA. Sinds 15 april 2021 is hij lid van het Europees Parlement.

## Jeugd en onderwijs
Reuten werd in 1974 geboren in het Noord-Hollandse Bussum. Zijn vader, Joost, was een augustijns priester bij de Salvatorkerk in Amsterdam-Noord totdat hij in 1972 trouwde met Reutens moeder Simona, de dochter van Italiaanse migranten. Zijn vader werkte vervolgens voor de publieke omroeporganisatie KRO. Reuten studeerde politicologie gevolgd door een master in internationale betrekkingen aan de Universiteit van Amsterdam.

## Carrière

### Begin en Amsterdamse gemeenteraad
Hij begon zijn carrière als beleidsmedewerker op het gebied van buitenlandse zaken bij de PvdA-fractie in de Tweede Kamer. Van 1998 tot 2002 was hij tegelijkertijd lid van de stadsdeelraad van het Amsterdamse Zuideramstel.
Reuten stond bij de gemeenteraadsverkiezingen in maart 2002 als vijftiende op de kandidatenlijst van de PvdA in Amsterdam. Hij kwam niet aanstonds voor een raadszetel in aanmerking, maar werd op 25 april alsnog beëdigd tot gemeenteraadslid doordat enkele leden hun raadszetel verruilden voor een wethouderszetel in het nieuwe college. Hij bleef daarnaast de Tweede Kamerfractie ondersteunen. Reuten hield zich in de raad bezig met financiën en wonen in de periode nadat de nationale overheid de gemeente Amsterdam had opgeroepen om tussen 2010 en 2030 50.000 nieuwe woningen te creëren. Toen een wethouder plannen maakte om daarvoor sportparken en volkstuinen op te offeren, stelde Reuten voor om in plaats daarvan het Marine Etablissement Amsterdam en de Centrale Markthallen te verplaatsen. Uiteindelijk trok de wethouder zijn plannen terug. Ook bekritiseerde Reuten het uitgeven van €1,2 miljoen aan het 25-jarig ambtsjubileum van koningin Beatrix in tijden van bezuinigingen. In 2005 presenteerde hij samen met fractiegenoot Bouwe Olij een plan om een gemeentelijk woningbedrijf op te richten, dat betaalbare huizen zou bouwen en ze onder de marktprijs zou verkopen.
Reuten werd in 2006 herkozen als zesde kandidaat van de PvdA. Hij had voorafgaand aan de verkiezing tevergeefs zijn steun uitgesproken voor een lijstverbinding van zijn partij met GroenLinks. In 2007 werd Reuten politiek adviseur van staatssecretaris van Europese Zaken Frans Timmermans op het ministerie van Buitenlandse Zaken. Dit was voor hem de reden om per 3 december 2007 afstand te doen van zijn raadszetel. Reuten bleef werkzaam voor Timmermans tot het eind van zijn ambtsperiode in 2010. In datzelfde jaar nam hij deel aan de Tweede Kamerverkiezingen als nummer 51 op de kandidatenlijst. De PvdA haalde 30 zetels en Reuten ontving 2.935 voorkeurstemmen, waardoor hij geen zetel kreeg.

### Stadsdeelbestuurder en GRI
Op 23 november 2010 werd hij lid van het vijfledige dagelijks bestuur van het stadsdeel Amsterdam-Oost en hij kreeg de portefeuille wonen, grote projecten en ruimtelijke ordening. De bouw van woningen was in Amsterdam teruggevallen als gevolg van de kredietcrisis en onder Reutens bestuur stond ongeveer de helft van de nieuwe Amsterdamse huizen in Oost in 2011 en 2012. Bij de gemeenteraadsverkiezingen van 2014 was hij de lijsttrekker van de PvdA in Oost en hij bleef lid van het dagelijks bestuur, dat nu uit drie leden bestond. Reuten hield zich bezig met bouwen, wonen, economie, sport en diversiteit en zijn lidmaatschap kwam ten einde in mei 2018.
Hij was vervolgens werkzaam als zelfstandig adviseur op het gebied van stedelijke ontwikkeling tot hij in april 2020 hoofd beleid werd van het Global Reporting Initiative (GRI), dat richtlijnen voor duurzaamheidsverslaggeving opstelt. In die functie was Reuten verantwoordelijk voor het in staat stellen van internationale organisaties en nationale overheden om zich aan die richtlijnen te houden.

### Europees Parlement
Hij was de achtste kandidaat van de PvdA bij de Europese Parlementsverkiezingen in 2019 en ontving 1.222 voorkeurstemmen. De partij won zes zetels en Reuten werd niet verkozen. Hij werd uiteindelijk op 15 april 2021 in het Europees Parlement geïnstalleerd, omdat Europarlementariër Kati Piri naar de Tweede Kamer was vertrokken. Reuten had anderhalve maand eerder afscheid genomen bij het GRI. In het parlement is de PvdA lid van de Partij van Europese Socialisten, die op zijn beurt weer deel uitmaakt van de Progressieve Alliantie van Socialisten en Democraten. Reuten werd binnen de PvdA woordvoerder buitenlandse zaken, justitie en vrijheden en hij is lid van de volgende commissies en delegaties:
- Commissie buitenlandse zaken (lid sinds april 2021)
- Delegatie in de Gemengde Parlementaire Commissie EU-Noord-Macedonië (lid sinds april 2021)
- Delegatie in de Parlementaire Partnerschapsassemblee EU-VK (lid sinds oktober 2021)
- Commissie burgerlijke vrijheden, justitie en binnenlandse zaken (plaatsvervangend lid sinds april 2021)
- Enquêtecommissie om het gebruik van Pegasus en soortgelijke spyware voor surveillance te onderzoeken (plaatsvervangend lid sinds maart 2022)
- Delegatie in de Gemengde Parlementaire Commissie EU-Turkije (plaatsvervangend lid sinds april 2021)
- Delegatie in de Euro-Latijns-Amerikaanse Parlementaire Vergadering (plaatsvervangend lid sinds juli 2021)
- Delegatie in het Parlementair Stabilisatie- en Associatiecomité EU-Servië (plaatsvervangend lid sinds februari 2022)

Reuten was rapporteur van het Europees Parlement bij onderhandelingen met de Europese Raad, die eind 2022 leidden tot een overeenkomst om visumvrij reizen vanuit Kosovo naar de Europese Unie mogelijk te maken voor verblijven van minder dan 90 dagen. Deze werd later door het parlement goedgekeurd. Kosovo diende tegelijkertijd een verzoek in tot toetreding tot de EU. Begin 2023 werd Reuten samen met een aantal andere personen en organsiaties aan de Iraanse sanctielijst toegevoegd voor het ondersteunen en aanmoedigen van terrorisme. Dit was in reactie op Europese sancties tegen het regime naar aanleiding van het neerslaan van protesten in Iran. Reuten had voorgesteld om de Iraanse Revolutionaire Garde aan te merken als terroristische organisatie. Het Europees Parlement steunde een resolutie mede-ingediend door Reuten om het aankomende halfjarige voorzitterschap van de Raad van de Europese Unie van Hongarije in 2024 af te keuren. Het parlement uitte zorgen over de achteruitgang van de democratie in dat land.

## Privéleven
Reuten heeft een zoon en hij kan pianospelen. Zijn jongere zus, Thekla Reuten, is actrice en daarnaast zijn econoom en SP-senator Geert Reuten en actrice Rosa Reuten respectievelijk zijn oom en nicht.

## Trivia
Hij speelde een kleine rol als minister in de film Kapitein Rob en het geheim van professor Lupardi uit 2007.